# Pristomerus arabicus
Pristomerus arabicus är en stekelart som beskrevs av Horstmann 1990. Pristomerus arabicus ingår i släktet Pristomerus och familjen brokparasitsteklar. Inga underarter finns listade i Catalogue of Life.